# فضاء متري

المجسم الثماني لبورتيك ميخائيل - الاثني عشري المعيني المقطوع من بورتيك

في الرياضيات، الفضاء المتري هو مجموعة تعرف فيها مفهوم المسافة بين عناصر المجموعة.
الفضاء المتري هو المصطلح الذي يطلق على الفضاء الثلاثي الأبعاد أو الفضاء الإقليدي. حيث أن المترية الإقليدية تعرف المسافة بين نقطتين على أنها خط مستقيم يصل بينهما.

## تعريف
الفضاء المتري هو زوج مرتب {\displaystyle (E,d)} حيث {\displaystyle E} هي مجموعة و{\displaystyle d} هي دالة للمسافة، أي أنها دالة
{\displaystyle d:E\times E\rightarrow \mathbb {R} ^{+}}
حيث تتحقق الخصائص التالية مجتمعة بالنسبة لأي ثلاثة عناصر x و y و z من E :
1. {\displaystyle d(x,y)\geq 0}     (دالة المسافة دالة غير سالبة)،
2. {\displaystyle d(x,y)=0\,} إذا وفقط إذا {\displaystyle x=y\,}     (متطابقة الفصل),
3. {\displaystyle d(x,y)=d(y,x)\,}     (التعاكس)
4. {\displaystyle d(x,z)\leq d(x,y)+d(y,z)}     (المتراجحة المثلثية) .

نقول أننا  أَمـْتَرْنا المجوعة E بالمسافة d.
المجموعة E مزودة بالمسافة تسمى  فضاء متريا ونرمز إليه بالثنائية (E,d).

## المسافة بين مجموعتين
إذا كان (E,d) فضاءً متريا يمكن أن تعرف المسافة بين جزئين {\displaystyle E_{1}} و {\displaystyle E_{2}} من E كأصغر مسافة بين نقطين كل واحدة في مجموعة.
{\displaystyle d(E_{1},E_{2})=\min\{d(x_{1},x_{2})/x_{1}\in E_{1},x_{2}\in E_{2}\}}

## أمثلة لمسافات اعتيادية
فضاء موجه أو متجهي منظم:
تـُمْكن أمترة الفضاء المتجهي المنظـّم {\displaystyle (E,+,.,\|\cdot \|)} بالمسافة. {\displaystyle d(x,y)=\|x-y\|}
و يمكن تعريف عددا من المسافات على الفضاء {\displaystyle \mathbb {R} ^{n}} بعدَدِ النُّّظـّم التي يمكن تعريفها عليه.
1. مسافة مانهاتن معر فة على {\displaystyle \mathbb {R} ^{n}}
```

  

    

      

        
d

        
(

        
x

        
,

        
y

        
)

        
=

        

          
∑

          

            
i

            
=

            
1

          

          

            
n

          

        

        

          
|

        

        

          
x

          

            
i

          

        

        
−

        

          
y

          

            
i

          

        

        

          
|

        

      

    

    
{\displaystyle d(x,y)=\sum _{i=1}^{n}|x_{i}-y_{i}|}

  

```

2.مسافة اوقليدس على {\displaystyle \mathbb {R} ^{n}}
```

  

    

      

        
d

        
(

        
x

        
,

        
y

        
)

        
=

        

          

            

              
∑

              

                
i

                
=

                
1

              

              

                
n

              

            

            
(

            

              
x

              

                
i

              

            

            
−

            

              
y

              

                
i

              

            

            

              
)

              

                
2

              

            

          

        

      

    

    
{\displaystyle d(x,y)={\sqrt {\sum _{i=1}^{n}(x_{i}-y_{i})^{2}}}}

  

```

3.مسافة مِينكوفسكي على {\displaystyle \mathbb {R} ^{n}}
```

  

    

      

        
d

        
(

        
x

        
,

        
y

        
)

        
=

        

          

            

              

                
∑

                

                  
i

                  
=

                  
1

                

                

                  
n

                

              

              

                
|

              

              

                
x

                

                  
i

                

              

              
−

              

                
y

                

                  
i

                

              

              

                

                  
|

                

                

                  
p

                

              

            

            

              
p

            

          

        

      

    

    
{\displaystyle d(x,y)={\sqrt[{p}]{\sum _{i=1}^{n}|x_{i}-y_{i}|^{p}}}}

  

```

4. مسافة اتشيبيتشيف المعرفة على {\displaystyle \mathbb {R} ^{\mathbb {N} }} , الفضاء الموجه للمتتاليات الحقيقية.
```

  

    

      

        
d

        
(

        
x

        
,

        
y

        
)

        
=

        

          
lim

          

            
p

            
→

            
∞

          

        

        

          

            

              

                
∑

                

                  
i

                  
=

                  
1

                

                

                  
n

                

              

              

                
|

              

              

                
x

                

                  
i

                

              

              
−

              

                
y

                

                  
i

                

              

              

                

                  
|

                

                

                  
p

                

              

            

            

              
p

            

          

        

        
=

        

          
sup

          

            
i

          

        

        

          

            
|

          

          

            
x

            

              
i

            

          

          
−

          

            
y

            

              
i

            

          

          

            
|

          

        

      

    

    
{\displaystyle d(x,y)=\lim _{p\to \infty }{\sqrt[{p}]{\sum _{i=1}^{n}|x_{i}-y_{i}|^{p}}}=\sup _{i}{|x_{i}-y_{i}|}}

  

```

## أمثلة هامة
1. يمكن تعريف مسافة على مجموعة التبديلات {\displaystyle S_{n}} بين تبدلين π و σ كأصغر عدد من التبديلات التي تمكننا من المرور من σ إلى π. وتمكننا في دراسة الجينات بالتعرّف على القرابة بين الأشخاص أو الأقوام أو الكائنات الحية.

1. تستعمِل محركات البحث في قاعدة البيانات للحصول على أقرب الكلمات لكلمة ما، مسافات متعددة منها مسافة هوفمان و كل هذه المسافات معرفة على قاموس ما من لغة ما تأخذ في الاعتبار طبيعة اللغة المستعملة في القاموس.

## وصلات خارجية
- إيريك ويستاين، فضاء متري، ماثوورلد Mathworld (باللغة الإنكليزية).